# Jean-Frédéric Chapuis
Jean-Frédéric Chapuis (Bourg-Saint-Maurice, 2 de marzo de 1989) es un deportista francés que compite en esquí acrobático, especialista en la prueba de campo a través.
Participó en dos Juegos Olímpicos de Invierno, en los años 2014 y 2018, obteniendo una medalla de oro en Sochi 2014, en la prueba de campo a través.
Ganó dos medallas en el Campeonato Mundial de Esquí Acrobático, oro en 2013 y plata en 2015.

## Medallero internacional
| Juegos Olímpicos   | Juegos Olímpicos      | Juegos Olímpicos | Juegos Olímpicos |
| Año                | Lugar                 | Medalla          | Competición      |
| ------------------ | --------------------- | ---------------- | ---------------- |
| 2014               | Sochi (Rusia)         | Medalla de oro   | Campo a través   |
| Campeonato Mundial |                       |                  |                  |
| Año                | Lugar                 | Medalla          | Competición      |
| 2013               | Oslo/Voss (Noruega)   | Medalla de oro   | Campo a través   |
| 2015               | Kreischberg (Austria) | Medalla de plata | Campo a través   |